# Conceição de Ipanema

Conceição de Ipanema este un oraș în unitatea federativă Minas Gerais (MG), Brazilia.